# Blink-182 (álbum)
Blink-182 es el homónimo quinto álbum de estudio de la banda californiana de rock Blink-182. Este lo produjo Jerry Finn, y se lanzó al mercado el 18 de noviembre de 2003 mediante el sello discográfico Geffen Records. Después de la gira de Take Off Your Pants and Jacket en 2001, los miembros de la banda se tomaron un descanso y posteriormente participaron en diversos proyectos paralelos (Box Car Racer y Trasplants). Grabado en 2003, Blink-182 marca un desvío en el sonido habitual de la banda, como lo es el pop punk. Eso no le agrado mucho a los seguidores de la banda, debido a que hubo una gran evolución hacía el rock alternativo, también se puede ver una lírica y un sonido más maduro, en parte se debe a que todos los integrantes de la banda fueron padres antes de la grabación del álbum.
El álbum fue un éxito comercial en los Estados Unidos, impulsado por los sencillos «Feeling This» y «I Miss You». «Down» y «Always» se lanzaron como tercer y cuarto sencillo del álbum, respectivamente. A pesar de las críticas mixtas por parte de los fanes con respecto a los nuevos elementos musicales, Blink-182 obtuvo reseñas muy favorables por parte de los críticos de música. El álbum también ha sido certificado doble disco de platino por la RIAA, tras vender dos millones de copias en los Estados Unidos. Blink-182 es el último álbum de estudio de la banda antes de ir en receso indefinido en 2005, así como el último producido por el veterano productor Jerry Finn, quien falleció en 2008.

## Composición

### Música
Los críticos musicales catalogaron al álbum como «más maduro» en comparación con sus trabajos anteriores, también es evidente la ausencia del humor escatológico y las bromas por las que se le había conocido a la banda. Blink-182 es una salida del ambiente musical de su anterior álbum, este fue descrito como: «Una autorreflexión sobre la decadencia romántica». Mark Hoppus, bajista de Blink-182, dijo en una entrevista con MTV Album Launch, que el efecto deseado para el álbum era que la gente lo escuche y dijera: «¿Espera un minuto... esto es Blink-182?». Las canciones de Blink-182 estuvieron en una fase musicalmente diversa y en el límite experimental. La banda ha infundido elementos experimentales en el sonido habitual del pop punk, como lo fueron derivados del post-hardcore, new wave, rock electrónico y jangle pop, inspirado principalmente en el estilo de vida de los integrantes de la banda y otras agrupaciones como Fugazi y The Cure. El proyecto de DeLonge y Barker, Box Car Racer, influyó en gran manera a la maduración musical que expusieron en el álbum.
Los temas que abarca el álbum tratan sobre el crecimiento y hacer frente a las realidades de la vida adulta, como problemas de relación, las presiones diarias y las dificultades inesperadas. En el álbum, las canciones se unen entre el principio y final para presentar una idea coherente en lugar de una colección regular de canciones. Un portavoz de la banda dijo que el objetivo para la continuidad de cada pista era que «el desarrollo de sus letras eran como los capítulos de un libro». La banda creó cada canción con una minuciosa atención al detalle de cada una, un total diez meses se tardaron en terminar el álbum. Según Hoppus, en una entrevista con el diario Milwaukee Journal Sentinel, dijo que en el estudio había setenta guitarras, treinta amplificadores, treinta o cuarenta redoblantes diferentes, hasta seis baterías, varios teclados y pianos que fueron utilizados en la producción del álbum, él catalogó al estudio como un «laboratorio musical». Entertainment Weekly lo describió como un álbum conceptual basado en una relación destinada a morir. En el artículo completo del diario Milwaukee Journal Sentinel, Ben Wener describe la música del álbum como «abatida, expansiva, y por momentos, espectral».
The New York Times consideró que el álbum pudo haber sido influenciado por la creciente popularidad del género emo. Por su parte, MusicOMH comparó la evolución de Blink-182 con la de los Red Hot Chili Peppers. En la transmisión real de la NASA, del vuelo espacial Apolo 9, se utilizó el introducción de «Asthenia» y de «I'm Lost Without You» mezclado con un ciclo industrial de piano. Esta última canción llevó meses en crearse, y contiene alrededor de cincuenta pistas diferentes, incluyendo dos solos de batería en su último minuto. Barker describió la idea de la batería como: «Algo que siempre quise hacer, pero que nunca se llegó a concretar». También comparó la canción con la música de Pink Floyd y Failure.

### Lírica
En una entrevista con Billboard, DeLonge dijo en referencia a la lírica más madura: «Creo que en este momento de nuestra carrera, somos mejores músicos y hemos evolucionado nuestra forma de pensar en cuanto a la composición de las canciones». Hoppus, en su entrevista con el Milwaukee Journal Sentinel, la describió como «la más personal que había escrito hasta ese momento». También llamó a los álbumes anteriores como haber estado atrapado en la secundaria. El primer sencillo, «Feeling This», es la primera canción que escribieron para el disco. Hoppus y DeLonge la compusieron en dos habitaciones diferentes, después se reunieron para discutir sobre la misma, y los dos se dieron cuenta de que habían escrito sobre relaciones sexuales: el lado apasionado, lujurioso (reflejado en los versos) y el lado romántico (en el estribillo). «Stockholm Syndrome» cuenta con un interludio en el que Joanne Whalley lee las cartas que el abuelo de Hoppus le escribió a su abuela durante la Segunda Guerra Mundial. DeLonge explicó las letras como «reales, sinceras y genuinas sobre la peor guerra de la historia». Hoppus reafirmó en 2006, que la canción es una de las más personales que ha escrito. «Here's Your Letter», de acuerdo con Hoppus en las notas de Blink-182, se trata de «la incapacidad de las personas para comunicarse entre sí y cómo las palabras y las explicaciones solo confunden los problemas». «Asthenia» fue escrita por DeLonge sobre «la pérdida de la esperanza». Idea de DeLonge con respecto a su idea de un astronauta solitario en el espacio, «considerando incluso si volver o no, marca una diferencia en un lugar tan negativo», por otra parte, «Easy Target» se basa en un incidente específico que ocurrió durante los años en la escuela secundaria del productor Jerry Finn, en el que fue humillado por una chica a la que fue invitado a ver.

## Promoción
Blink-182 anunció la primera gira en apoyo a su álbum, el 17 de octubre de 2003, llamada DollaBill Tour. Los clubes all ages (todas las edades) ofrecieron apoyar las actuaciones de Bubba Sparxxx y The Kinison; como el nombre de la gira lo indicaba, las entradas se vendían a un dólar. DeLonge explicó el regreso a pequeños clubes después de varios años, en el comunicado de prensa inicial de la gira: «Durante años hemos tocado en clubes pequeños y ahí es donde realmente te puedes conectar con tus fanes». La gira terminó poco después del lanzamiento de Blink-182, el 21 de noviembre de 2003, en el local SOMA en San Diego. El 2 de diciembre de 2003, un concierto adicional en el Phoenix Concert Theatre se celebró en Toronto, Canadá junto a My Chemical Romance como teloneros. Durante una gira por Australia en marzo de 2004, Barker se lesionó el pie y la banda se vio obligada a cancelar fechas de sus conciertos en Japón por el resto del mes. Uno de los conciertos más esperados fue la gira con  No Doubt que se llevó a cabo en junio de 2004, Blink-182 estaba apoyando su nuevo álbum y No Doubt su greatest hits The Singles 1992-2003. La gira en total recaudo 8.5 millones de dólares en menos de un mes.

## Lista de canciones
Todas las canciones escritas y compuestas por Mark Hoppus, Tom DeLonge y Travis Barker, excepto las indicadas.
| Blink-182 |                                                   |                |          |  |
| N.º       | Título                                            | Cantante(s)    | Duración |  |
| 1.        | «Feeling This»                                    | DeLonge/Hoppus | 2:53     |  |
| 2.        | «Obvious»                                         | DeLonge        | 2:43     |  |
| 3.        | «I Miss You»                                      | Hoppus/Delonge | 3:47     |  |
| 4.        | «Violence»                                        | DeLonge        | 5:20     |  |
| 5.        | «Stockholm Syndrome»                              | Hoppus/DeLonge | 2:42     |  |
| 6.        | «Down»                                            | DeLonge/Hoppus | 3:03     |  |
| 7.        | «The Fallen Interlude» (Blink-182, Jack Gonzales) |                | 2:13     |  |
| 8.        | «Go»                                              | Hoppus         | 1:53     |  |
| 9.        | «Asthenia»                                        | DeLonge        | 4:20     |  |
| 10.       | «Always»                                          | DeLonge        | 4:12     |  |
| 11.       | «Easy Target»                                     | DeLonge/Hoppus | 2:20     |  |
| 12.       | «All of This» (con Robert Smith)                  | DeLonge        | 4:40     |  |
| 13.       | «Here's Your Letter»                              | Hoppus         | 2:55     |  |
| 14.       | «I'm Lost Without You»                            | DeLonge        | 6:22     |  |
| 49:23     |                                                   |                |          |  |

| Bonus track internacional |                                     |             |          |  |
| N.º                       | Título                              | Cantante(s) | Duración |  |
| 15.                       | «Anthem Part Two» (en vivo Chicago) | DeLonge     | 3:45     |  |

| Bonus track para Reino Unido |                                     |             |          |  |
| N.º                          | Título                              | Cantante(s) | Duración |  |
| 15.                          | «Not Now»                           | DeLonge     | 4:09     |  |
| 16.                          | «Anthem Part Two» (en vivo Chicago) | DeLonge     | 3:45     |  |

| Bonus track para Corea del Sur |                                   |             |          |  |
| N.º                            | Título                            | Cantante(s) | Duración |  |
| 15.                            | «Not Now»                         | DeLonge     | 4:09     |  |
| 16.                            | «The Rock Show» (en vivo Chicago) | Hoppus      | 3:07     |  |

| Bonus track para Japón |                                   |             |          |  |
| N.º                    | Título                            | Cantante(s) | Duración |  |
| 16.                    | «The Rock Show» (en vivo Chicago) | Hoppus      | 3:07     |  |

| Edición de la gira australiana |                                      |             |          |  |
| N.º                            | Título                               | Cantante(s) | Duración |  |
| 15.                            | «I Miss You» (en vivo Mineápolis)    |             | 3:58     |  |
| 16.                            | «The Rock Show» (en vivo Mineápolis) |             | 3:03     |  |

.

## Posicionamiento en listas
| Alemania          | German Albums Chart      | 33 |
| Australia         | Australian Albums Chart  | 7  |
| Austria           | Austrian Albums Chart    | 16 |
| Bélgica (Flandes) | Belgian Albums Chart     | 27 |
| Canadá            | Canadian Albums Chart    | 1  |
| Dinamarca         | Danish Albums Chart      | 10 |
| Estados Unidos    | Billboard 200            | 3  |
| Estados Unidos    | Internet Albums          | 3  |
| Francia           | French Albums Chart      | 26 |
| Irlanda           | Irish Albums Chart       | 18 |
| Noruega           | Norwegian Albums Chart   | 22 |
| Nueva Zelanda     | New Zeland Albums Chart  | 10 |
| Países Bajos      | Netherlands Albums Chart | 71 |
| Reino Unido       | UK Albums Chart          | 22 |
| Suecia            | Swedish Albums Chart     | 46 |
| Suiza             | Swiss Albums Chart       | 21 |

### Sucesión en listas
| Predecesor: Afterglow de Sarah McLachlan | Canadian Albums Chart — Álbum número uno 6 de diciembre de 2003 — 13 de diciembre de 2003 | Sucesor: Afterglow de Sarah McLachlan |

### Certificaciones
| País           | Organismo certificador | Certificación | Ventas certificadas | Ref.   |
| -------------- | ---------------------- | ------------- | ------------------- | ------ |
| Argentina      | CAPIF                  | Oro           | 20 000              | [ 14 ] |
| Australia      | ARIA                   | 2× Platino    | 140 000             | [ 15 ] |
| Canadá         | CRIA                   | 2× Platino    | 200 000             | [ 16 ] |
| Estados Unidos | RIAA                   | 2× Platino    | 2 200 000           | [ 17 ] |
| Reino Unido    | BPI                    | Platino       | 300 000             | [ 18 ] |

## Créditos y personal
| Blink-182 - Mark Hoppus – voz, bajo, contrabajo - Tom DeLonge – voz, guitarra - Travis Barker – batería, percusión Músicos adicionales - Robert Smith – cantante en «All of This» - Ken Andrews – instrumentación adicional en «Violence» y «Obvious» - Jack Gonzales – compositor - Roger Joseph Manning, Jr. – teclado - Menno – guitarra y coros en «The Fallen Interlude» - John Morrical – teclado adicional en «All of This», ingeniero asistente Arte del álbum - Max Gramajo – ilustración de portada (con Blink-182) - Mr. Cartoon – diseño - Sonny Flats – diseño - Scandalous – diseño | Producción - Jerry Finn – productor, mezcla en «Feeling This», «The Fallen Interlude», «Asthenia», y «Here's Your Letter» - Sam Boukas – ingeniero asistente - Nikos Constant – productor - Brian Gardner – masterización - Femio Hernández – ingeniero asistente - Ryan Hewitt – mezcla en «Always» y «I'm Lost Without You», ingeniero - Sick Jacken – productor en «The Fallen Interlude» - Tom Lord-Alge – mezcla en «Obvious», «I Miss You», «Down», y «All of This» - Alan Mason – ingeniero asistente - James McCrone – ingeniero asistente - Estevan Oriol – productor - Jordan Schur – A&R - Steve Sisco – ingeniero asistente - Moises Vélez – productor - Seth Waldman – ingeniero asistente - Andy Wallace – mezcla en «Violence», «Stockholm Syndrome», «Go», y «Easy Target» |

Fuente: Allmusic.